# Tiquadra nivosa
Tiquadra nivosa är en fjärilsart som beskrevs av Felder 1875. Tiquadra nivosa ingår i släktet Tiquadra och familjen äkta malar. Inga underarter finns listade i Catalogue of Life.